# 里青
里青（德語：Ritzing）是奥地利布尔根兰州的一个市镇，属于上普伦多夫县。该市镇总面积为17.7平方千米，截至2023年1月1日总人口为922人。